# مسابقات قهرمانی ووشو جهان ۱۹۹۹
مسابقات قهرمانی ووشو جهان ۱۹۹۹ پنجمین دوره از مسابقات قهرمانی ووشو جهان است که از ۲ تا ۷ نوامبر در هنگ کنگ برگزار گردید.

## جدول مدال‌ها
| رتبه            | کشور                | طلا | نقره | برنز | مجموع |
| --------------- | ------------------- | --- | ---- | ---- | ----- |
| ۱               | چین                 | ۱۱  | ۱    | ۰    | ۱۲    |
| ۲               | هنگ کنگ             | ۶   | ۶    | ۵    | ۱۷    |
| ۳               | ویتنام              | ۳   | ۴    | ۶    | ۱۳    |
| ۴               | کرهٔ جنوبی           | ۲   | ۳    | ۱    | ۶     |
| ۵               | ایران               | ۲   | ۰    | ۱    | ۳     |
| ۶               | روسیه               | ۲   | ۰    | ۰    | ۲     |
| ۷               | ماکائو              | ۱   | ۳    | ۱    | ۵     |
| ۸               | مصر                 | ۱   | ۲    | ۲    | ۵     |
| ۹               | آذربایجان           | ۱   | ۲    | ۰    | ۳     |
| ۱۰              | مالزی               | ۱   | ۰    | ۱    | ۲     |
| ۱۱              | اوکراین             | ۱   | ۰    | ۰    | ۱     |
| ۱۲              | تایوان              | ۰   | ۳    | ۱    | ۴     |
| ۱۳              | فیلیپین             | ۰   | ۱    | ۳    | ۴     |
| ۱۴              | ایالات متحده آمریکا | ۰   | ۱    | ۲    | ۳     |
| ۱۴              | رومانی              | ۰   | ۱    | ۲    | ۳     |
| ۱۶              | سنگاپور             | ۰   | ۱    | ۱    | ۲     |
| ۱۶              | فرانسه              | ۰   | ۱    | ۱    | ۲     |
| ۱۶              | هلند                | ۰   | ۱    | ۱    | ۲     |
| ۱۹              | ترکیه               | ۰   | ۱    | ۰    | ۱     |
| ۲۰              | ژاپن                | ۰   | ۰    | ۳    | ۳     |
| ۲۱              | سوئد                | ۰   | ۰    | ۲    | ۲     |
| ۲۲              | اسپانیا             | ۰   | ۰    | ۱    | ۱     |
| ۲۲              | برزیل               | ۰   | ۰    | ۱    | ۱     |
| ۲۲              | بلاروس              | ۰   | ۰    | ۱    | ۱     |
| ۲۲              | لبنان               | ۰   | ۰    | ۱    | ۱     |
| ۲۲              | کانادا              | ۰   | ۰    | ۱    | ۱     |
| مجموع (۲۶ کشور) | مجموع (۲۶ کشور)     | ۳۱  | ۳۱   | ۳۸   | ۱۰۰   |

## جزئیات مدال‌ها

### تالو مردان
| رویداد    | طلا                        | نقره                        | برنز                          |
| --------- | -------------------------- | --------------------------- | ----------------------------- |
| Changquan | Dennis To · هنگ کنگ        | Park Chan-dea · کرهٔ جنوبی   | Ryoji Sakuma · ژاپن           |
| Daoshu    | Jian Zengjiao · چین        | Park Chan-dea · کرهٔ جنوبی   | Fei Bao Xian · هلند           |
| Gunshu    | Park Chan-dea · کرهٔ جنوبی  | Fei Bao Xian · هلند         | Mark Robert Rosales · فیلیپین |
| Jianshu   | Cheung Man Keung · هنگ کنگ | Willy Wang · فیلیپین        | Chow Ting Yu · هنگ کنگ        |
| Qiangshu  | Chow Ting Yu · هنگ کنگ     | Cheung Man Keung · هنگ کنگ  | Kek Hwang Hwa · مالزی         |
| Nanquan   | Chen Lun · چین             | Liu Chun-wei · تایوان       | Cheng Ka Ho · هنگ کنگ         |
| Nandao    | Ho Ro Bin · مالزی          | Leong Hong Man · ماکائو     | Trần Trọng Tuấn · ویتنام      |
| Nangun    | Cheng Ka Ho · هنگ کنگ      | Liu Chun-wei · تایوان       | Leong Hong Man · ماکائو       |
| Taijiquan | Zou Yunjian · چین          | Cheung Man Keung · هنگ کنگ  | Toshiya Watanabe · ژاپن       |
| Taijijian | Kong Xiangdong · چین       | Yang Seong-chan · کرهٔ جنوبی | Bobby Co · فیلیپین            |

### ساندا مردان
| رویداد | طلا                          | نقره                             | برنز                           |
| ------ | ---------------------------- | -------------------------------- | ------------------------------ |
| ۴۸ ک‌گ  | Chen Long · چین              | Rabiea Gamil · مصر               | George Lusadan · فیلیپین       |
| ۴۸ ک‌گ  | Chen Long · چین              | Rabiea Gamil · مصر               | Nguyễn Văn Hữu · ویتنام        |
| ۵۲ ک‌گ  | Wang Wenjun · چین            | Lee Hou-cheng · تایوان           | Nguyễn Chí Sơn · ویتنام        |
| ۵۲ ک‌گ  | Wang Wenjun · چین            | Lee Hou-cheng · تایوان           | Woo Seung-soo · کرهٔ جنوبی      |
| ۵۶ ک‌گ  | Zheng Kunyou · چین           | İbrahim Özcan · ترکیه            | Attila Gömbös · رومانی         |
| ۵۶ ک‌گ  | Zheng Kunyou · چین           | İbrahim Özcan · ترکیه            | Đào Việt Lập · ویتنام          |
| ۶۰ ک‌گ  | Kim Gwee-jong · کرهٔ جنوبی    | Diệp Bảo Minh · ویتنام           | Youness Yassine · لبنان        |
| ۶۰ ک‌گ  | Kim Gwee-jong · کرهٔ جنوبی    | Diệp Bảo Minh · ویتنام           | Rafic Dalle · سوئد             |
| ۶۵ ک‌گ  | Murad Akhadov · روسیه        | Al Loriaux · ایالات متحده آمریکا | Ramón Quina · اسپانیا          |
| ۶۵ ک‌گ  | Murad Akhadov · روسیه        | Al Loriaux · ایالات متحده آمریکا | Mahmoud Zinhem · مصر           |
| ۷۰ ک‌گ  | Janpolad Budagov · آذربایجان | Xiao Xiaobang · چین              | Khaled Salah · مصر             |
| ۷۰ ک‌گ  | Janpolad Budagov · آذربایجان | Xiao Xiaobang · چین              | Marius Tiţă · رومانی           |
| ۷۵ ک‌گ  | حسین اوجاقی · ایران          | Rassaf Mekhtiyev · آذربایجان     | Vyacheslav Shapovalov · بلاروس |
| ۷۵ ک‌گ  | حسین اوجاقی · ایران          | Rassaf Mekhtiyev · آذربایجان     | Daniel Stenman · سوئد          |
| ۸۰ ک‌گ  | Bozigit Ataev · روسیه        | Mohamed Selit · مصر              | Stéphane Attelly · فرانسه      |
| ۸۰ ک‌گ  | Bozigit Ataev · روسیه        | Mohamed Selit · مصر              | Cung Le · ایالات متحده آمریکا  |
| ۸۵ ک‌گ  | Basel El-Kanany · مصر        | Cătălin Zmărăndescu · رومانی     | André Assis · برزیل            |
| ۸۵ ک‌گ  | Basel El-Kanany · مصر        | Cătălin Zmărăndescu · رومانی     | محمدرضا جعفری · ایران          |
| ۹۰ ک‌گ  | Chamil Magomedov · اوکراین   | Karim Taghbalout · فرانسه        | به هیچ‌کس تعلق نگرفت            |
| ۹۰ ک‌گ  | Chamil Magomedov · اوکراین   | Karim Taghbalout · فرانسه        | به هیچ‌کس تعلق نگرفت            |
| +۹۰ ک‌گ | علی میرمیران · ایران         | Yasef Mekhtiyev · آذربایجان      | به هیچ‌کس تعلق نگرفت            |
| +۹۰ ک‌گ | علی میرمیران · ایران         | Yasef Mekhtiyev · آذربایجان      | به هیچ‌کس تعلق نگرفت            |

### تالو زنان
| رویداد    | طلا                        | نقره                       | برنز                          |
| --------- | -------------------------- | -------------------------- | ----------------------------- |
| Changquan | Nguyễn Thúy Hiền · ویتنام  | Lo Nga Ching · هنگ کنگ     | Akiko Kawasaki · ژاپن         |
| Daoshu    | Liu Xiaolei · چین          | Nguyễn Thúy Hiền · ویتنام  | Lo Nga Ching · هنگ کنگ        |
| Gunshu    | Đàm Thanh Xuân · ویتنام    | Lo Nga Ching · هنگ کنگ     | Katrina Leung · کانادا        |
| Jianshu   | Chen Ba · چین              | Lei Fei · ماکائو           | Ng Siu Ching · هنگ کنگ        |
| Qiangshu  | Lei Fei · ماکائو           | Nguyễn Thúy Hiền · ویتنام  | Mae Hsu · ایالات متحده آمریکا |
| Nanquan   | Ng Siu Ching · هنگ کنگ     | Lei Fei · ماکائو           | Nguyễn Phương Lan · ویتنام    |
| Nandao    | Huang Chunni · چین         | Nguyễn Phương Lan · ویتنام | Angie Tsang · هنگ کنگ         |
| Nangun    | Nguyễn Phương Lan · ویتنام | Angie Tsang · هنگ کنگ      | Nguyễn Thị Ngọc Oanh · ویتنام |
| Taijiquan | Qiu Huifang · چین          | Li Fai · هنگ کنگ           | Jennee Sae Tang · سنگاپور     |
| Taijijian | Li Fai · هنگ کنگ           | Jennee Sae Tang · سنگاپور  | Hsieh Chen-yi · تایوان        |